# Entella rukwaensis
Entella rukwaensis är en bönsyrseart som beskrevs av Johann Heinrich Kaltenbach 1990. Entella rukwaensis ingår i släktet Entella och familjen Mantidae. Inga underarter finns listade i Catalogue of Life.